# Форт-Гант (Вірджинія)
Форт-Гант (англ. Fort Hunt) — переписна місцевість (CDP) в США, в окрузі Ферфакс штату Вірджинія. Населення — 17 231 особа (2020).

## Географія
Форт-Гант розташований за координатами 38°44′6″ пн. ш. 77°3′27″ зх. д. / 38.73500° пн. ш. 77.05750° зх. д. (38.735033, -77.057591).  За даними Бюро перепису населення США в 2010 році переписна місцевість мала площу 16,23 км², з яких 15,16 км² — суходіл та 1,07 км² — водойми.

## Демографія
Згідно з переписом 2010 року, у переписній місцевості мешкало 16 045 осіб у 5951 домогосподарстві у складі 4695 родин. Густота населення становила 989 осіб/км².  Було 6113 помешкання (377/км²).
Расовий склад населення:
| - 91,6 % — білих - 2,8 % — азіатів - 2,3 % — чорних або афроамериканців - 0,2 % — корінних американців - 0,1 % — вихідців з тихоокеанських островів |

До двох чи більше рас належало 2,3 %. Частка іспаномовних становила 4,4 % від усіх жителів.
За віковим діапазоном населення розподілялося таким чином: 27,2 % — особи молодші 18 років, 55,0 % — особи у віці 18—64 років, 17,8 % — особи у віці 65 років та старші. Медіана віку мешканця становила 45,5 року. На 100 осіб жіночої статі у переписній місцевості припадало 94,2 чоловіків;  на 100 жінок у віці від 18 років та старших — 90,3 чоловіків також старших 18 років.
Середній дохід на одне домашнє господарство  становив 192 546 доларів США (медіана — 166 607), а середній дохід на одну сім'ю — 210 952 долари (медіана — 188 799). Медіана доходів становила 125 679 доларів для чоловіків та 95 026 доларів для жінок. За межею бідності перебувало 1,4 % осіб, у тому числі 2,0 % дітей у віці до 18 років та 0,8 % осіб у віці 65 років та старших.
Цивільне працевлаштоване населення становило 7895 осіб. Основні галузі зайнятості: науковці, спеціалісти, менеджери — 26,2 %, публічна адміністрація — 21,5 %, освіта, охорона здоров'я та соціальна допомога — 17,7 %.